# Campeonato Mundial de Atletismo em Pista Coberta de 2010 - Arremesso de peso masculino
A prova do arremesso de peso masculino do Campeonato Mundial de Atletismo em Pista Coberta de 2010 foi disputada entre 12 e 13 de março no ASPIRE Dome, em Doha.

## Recordes
Antes desta competição, os recordes mundiais e do campeonato nesta prova eram os seguintes:
| Tipo                  | Atleta         | Marca   | Local        | Data                  |
| --------------------- | -------------- | ------- | ------------ | --------------------- |
|                       | Randy Barnes   | 22,66 m | Los Angeles  | 20 de janeiro de 1989 |
| Recorde do campeonato | Ulf Timmermann | 22,24 m | Indianápolis | 7 de março de 1987    |

## Medalhistas
| Ouro                     | Prata              | Bronze                |
| Christian Cantwell (USA) | Ralf Bartels (GER) | Dylan Armstrong (CAN) |

## Resultados

### Eliminatórias
Estes são os resultados das eliminatórias. Os 21 atletas inscritos foram divididos em dois grupos, se classificando para a final todos os que atingissem 20,30 metros (Q) ou, no mínimo, oito atletas com as melhores marcas (q).
| Posição | Grupo | Atleta                | Nacionalidade  | #1    | #2      | #3      | Resultados | Notas                |
| ------- | ----- | --------------------- | -------------- | ----- | ------- | ------- | ---------- | -------------------- |
| 1       | A     | Ralf Bartels          | Alemanha       | 20.22 | 20.91   | 00.00 ! | 20.91      | Q                    |
| 2       | B     | Christian Cantwell    | Estados Unidos | 20.72 | 00.00 ! | 00.00 ! | 20.72      | Q                    |
| 3       | B     | Scott Martin          | Austrália      | 19.51 | 20.21   | 20.61   | 20.61      | Q,                   |
| 4       | A     | Dylan Armstrong       | Canadá         | 20.08 | 20.50   | 00.00 ! | 20.50      | Q                    |
| 5       | B     | David Storl           | Alemanha       | x     | 18.33   | 20.49   | 20.49      | Q                    |
| 6       | B     | Carl Myerscough       | Grã-Bretanha   | 18.79 | x       | 20.44   | 20.44      | Q,                   |
| DSQ     | B     | Pavel Lyzhyn          | Bielorrússia   | 20.42 | 00.00 ! | 00.00 ! | 20.42      | Q                    |
| 7       | B     | Tomasz Majewski       | Polónia        | 20.27 | x       | 20.38   | 20.38      | Q                    |
| DSQ     | A     | Andrei Mikhnevich     | Bielorrússia   | 20.34 | 00.00 ! | 00.00 ! | 20.34      | Q                    |
| 8       | A     | Cory Martin           | Estados Unidos | 19.32 | x       | 20.23   | 20.23      |                      |
| 9       | B     | Asmir Kolašinac       | Sérvia         | x     | 20.03   | 20.10   | 20.10      |                      |
| 10      | A     | Jan Marcell           | Chéquia        | x     | x       | 20.04   | 20.04      |                      |
| 11      | A     | Māris Urtāns          | Letônia        | 18.95 | x       | 19.97   | 19.97      |                      |
| 12      | A     | Maksim Sidorov        | Rússia         | 18.10 | 19.88   | x       | 19.88      |                      |
| 13      | A     | Miran Vodovnik        | Eslovênia      | 19.59 | x       | 19.82   | 19.82      | Recorde da temporada |
| 14      | A     | Mihail Stamatoyiannis | Grécia         | 19.07 | x       | 19.51   | 19.51      |                      |
| 15      | B     | Lajos Kürthy          | Hungria        | 19.43 | x       | 19.26   | 19.43      |                      |
| 16      | B     | Sultan Al-Hebshi      | Arábia Saudita | 17.98 | 18.58   | 18.67   | 18.67      |                      |
| 17      | A     | Zhang Jun             | China          | 18.51 | x       | x       | 18.51      |                      |
| 18      | B     | Yasser Ibrahim Farag  | Egito          | 18.06 | x       | 17.75   | 18.06      | Recorde da temporada |
| 19      | B     | Marco Fortes          | Portugal       | x     | x       | x       | NM         |                      |

### Final
Estes são os resultados da final:
| Posição           | Atleta             | Nacionalidade  | #1    | #2    | #3    | #4    | #5    | #6    | Resultados | Notas            |
| ----------------- | ------------------ | -------------- | ----- | ----- | ----- | ----- | ----- | ----- | ---------- | ---------------- |
| Medalha de ouro   | Christian Cantwell | Estados Unidos | 21.60 | x     | 21.07 | 21.13 | 21.14 | 21.83 | 21.83      |                  |
| DSQ               | Andrei Mikhnevich  | Bielorrússia   | 20.81 | 21.20 | 21.49 | 21.10 | 21.68 | 21.45 | 21.68      | [ 2 ]            |
| Medalha de prata  | Ralf Bartels       | Alemanha       | 20.43 | 21.44 | 21.04 | 20.76 | 20.35 | 20.93 | 21.44      | Recorde pessoal  |
| Medalha de bronze | Dylan Armstrong    | Canadá         | 21.12 | 20.62 | 20.92 | x     | 21.39 | x     | 21.39      | Recorde nacional |
| 4                 | Tomasz Majewski    | Polónia        | 21.20 | x     | 20.46 | x     | 20.84 | 20.98 | 21.20      | Recorde nacional |
| DSQ               | Pavel Lyzhyn       | Bielorrússia   | x     | 19.77 | 20.03 | 20.67 | x     | x     | 20.67      | [ 2 ]            |
| 5                 | David Storl        | Alemanha       | x     | x     | 20.20 | 19.97 | 20.40 | x     | 20.40      |                  |
| 6                 | Scott Martin       | Austrália      | x     | x     | 19.36 | 19.76 | x     | x     | 19.76      |                  |
| 7                 | Carl Myerscough    | Grã-Bretanha   | x     | 18.50 | x     | 18.66 | x     | x     | 18.66      |                  |

Legenda
| Recorde mundial       | Recorde mundial (World record)               |                       | Recorde africano                      | Recorde africano (African) |                                           | Q | Classificado por posição (Qualified) |
| Recorde do campeonato | Recorde do campeonato (Championship record)  | Recorde da América    | Recorde da América (Americas)         | q                          | Classificado por melhor tempo (Qualified) |   |                                      |
| Melhor marca do ano   | Melhor marca do ano (World leading)          | Recorde asiático      | Recorde asiático (Asian)              | DNS                        | Não largou (Did not start)                |   |                                      |
| Recorde nacional      | Recorde nacional (National record)           | Recorde europeu       | Recorde europeu (European)            | DNF                        | Não terminou (Did not finish)             |   |                                      |
| Recorde pessoal       | Recorde pessoal do atleta (Personal best)    | Recorde da Oceania    | Recorde da Oceania (Oceania)          | DSQ / DQ                   | Desclassificado (Disqualified)            |   |                                      |
| Recorde da temporada  | Recorde da temporada do atleta (Season best) | Recorde sul-americano | Recorde sul-americano (South America) | NM                         | Sem marca (No mark)                       |   |                                      |